# Joël Cantona
Joël Cantona (Marsiglia, 28 ottobre 1967) è un attore ed ex calciatore francese, di ruolo difensore.

## Biografia
Fratello di Éric Cantona, dopo il ritiro dall'attività agonistica è diventato attore.

## Filmografia parziale
- La felicità è dietro l'angolo
- Les collègues
- Jean-Baptiste, homme de coeur (serie televisiva)
- La grande vie!
- Asterix & Obelix - Missione Cleopatra
- Les gaous
- Repas de famille
- Ulysse & Mona